# Radio (série télévisée)
Pour les articles homonymes, voir Radio.
Radio est une série télévisée québécois en treize épisodes de 45 minutes scénarisée par Jean-Pierre Bélanger et diffusé du 19 janvier au 14 avril 1999 à la Télévision de Radio-Canada.

## Fiche technique
- Auteur : Jean-Pierre Bélanger
- Réalisateur : Louis Choquette
- Producteur délégué et réalisateur : Claude Maher
- Producteurs : Jean Bissonnette, Jean-Claude Lespérance, Luc Wiseman
- Société de production : Avanti Ciné Vidéo

## Distribution
- Sébastien Delorme : François Francœur
- Isabel Richer : Dominique Thériault
- Raymond Bouchard : Alain Champagne
- Rémy Girard : Marc Carrière
- Linda Roy : France Mercier
- Danièle Lorain : Anne-Marie Simard
- Claude Michaud : Alcide Cayouette
- Sandy Manswell : Cathie Clairsainte
- Valérie Guibbaud : Sophie Bérubé
- Bernard Fortin : Paul Rivard
- Luc Guérin : Ti-Guy Poitras
- Guy Godin : Wilfrid Jalbert
- Jean-Guy Bouchard : Bouffi
- Lise Castonguay : Céline Francœur
- Vincent Bilodeau : Éric Vincent
- Harry Standjofski : Gary Feldman
- Gérard Poirier : Georges Frazer
- Roc LaFortune : Josélito Michaud
- Laurent Paquin : J.-F. Grignon
- Marie Tifo : Laurence Carrière
- Richard Fréchette : Marcel Gariépy
- Caroline Roberge : Marie-Claude Lebeau
- Clermont Jolicoeur : Max Thériault
- Micheline Bernard : Mireille B.-Stanwick
- Gary Boudreault : Paulin Thibodeau
- Francis Vachon : Raymond Leroux
- Pierre-Luc Brillant : Stéphane Rivard
- Guylaine Guérin : Véro Lalonde
- Chanel Petit : Zoé Mercier
- Stéphane Archambault : Amant
- Louis Champagne : contremaître
- Stéphane Séguin : détective
- Pierre Lenoir : Dr Turcotte
- Jacqueline Plouffe : Mme Boisvert
- Marcel Girard : maître d'hôtel
- Gérard Paradis : M. Boisvert
- Marino Garcia : propriétaire de La Lanterne
- Francine Vézina : réceptionniste
- Jacques Quintal : ambulancier
- Pierre Lamy : ambulancier
- Raynald Brazeau : ambulancier
- Josée Poliquin : ambulancière
- André Delage : ami de Frazer
- André Bérubé : chef Véroburger
- Stéphane Corriveau : cuisinier Véroburger
- Lauréanne Du Sablon : doublure Zoé
- François Laneuville : employé de l'environnement
- François Poisson : employé de l'environnement
- Alexandre Ferland : fils de Paulin
- Jean-Nicolas Verreault : homme d'affaires clan
- Michel Boyer : homme d'affaires clan
- Chantal Mercier : infirmière hôpital
- Lise Royer : infirmière hôpital
- Marthe Blain : infirmière hôpital
- Élyse Rompré : infirmière maison
- Michel Sébastien : journaliste
- Pierre Gaudette : journaliste
- Jean-Louis Bousquet : journaliste
- Francine Desjarlais : la dame au nez
- Robert-Paul Chauvelot : ministre
- Frédéric Gilles : père de Zoé
- Éric Lemire : policier
- Michel Beaudet : policier
- Frédéric Parent : serveur à L'Astor
- Nadine Alain : serveuse Véroburger
- Denis Bourgeois : type sur le toit
- Jean-Léon Rondeau : Vic